# Моховое Болото (озеро)
Моховое Болото — озеро в России, находится на территории Борисоглебского городского округа Воронежской области. Площадь поверхности водного зеркала — 0,66 км². Высота над уровнем моря — 89,9 метра.
Озеро находится в левобережной пойме реки Хопер к северо-востоку от села Октябрьское и к западу от озера Дерюжкино среди полей, окружённых лесами. Моховое Болото имеет овальную форму, вытянуто с северо-востока на юго-запад. В довоенное время на месте озера были болото и хутор Моховой.
Код водного объекта — 05010200511107000004230.